# Sungai Mentaya
Sungai Mentaya är ett vattendrag i Indonesien. Det ligger i den västra delen av landet, 800 km nordost om huvudstaden Jakarta.